# Drymophila caudata
El tiluchí colilargo (Drymophila caudata), también denominado hormiguerito rabilargo (en Colombia) o tiluchí de Santander, es una especie de ave paseriforme de la familia Thamnophilidae perteneciente al género Drymophila. Es endémico de Colombia.

## Distribución y hábitat
Se distribuye en los Andes orientales de Colombia en Santander y en el alto valle del Magdalena, al sur hasta Caquetá y Huila.
Esta especie es localmente bastante común en el sotobosque y en los bordes de selvas húmedas montanas, dominados por bambuzales, entre los 1500 y los 2600 m de altitud.

## Sistemática

### Descripción original
La especie D. caudata fue descrita por primera vez por el ornitólogo británico Philip Lutley Sclater en 1855 bajo el nombre científico Formicivora caudata; localidad tipo «“Bogotá” = posiblemente pendiente occidental de los Andes orientales, Colombia.»

### Etimología
El nombre genérico femenino «Drymophila» proviene del griego «drumos»: bosque, bosquecillo, soto y «philos»: amante; significando «amante del sotobosque»; y el nombre de la especie «caudata», proviene del latín «caudatus»: de cola.

### Taxonomía
La distribución geográfica de Drymophila caudata se extendía desde las montañas de Paria en Venezuela hacia el sur a lo largo de la cordillera de los Andes hasta el norte de Bolivia, conformando un patrón de distribución geográfica y altitudinal único en los Thamnophilidae. La variación en el plumaje entre la mayoría de las poblaciones no era obvia y a pesar de que ocho subespecies habían sido descritas, la mitad habían sido invalidadas. Los estudios de Isler et al. (2012), utilizando genética molecular, diferencias de vocalización y ecología de las diferentes poblaciones revelaron un nivel considerable de diversificación, suficiente para el reconocimiento de cuatro especies, tres de ellas, D. caudata, D. hellmayri y D. klagesi restringidas a las montañas del norte y D. striaticeps ampliamente distribuida a lo largo de los Andes desde el noroeste de Colombia hasta Bolivia. La separación fue aprobada por el South American Classification Committee (SACC) en la Propuesta N° 542, de septiembre de 2012. Con estos cambios, la presente especie quedó monotípica.